# Apaj
Apaj é um município da Hungria, situado no condado de Peste. Tem 71,04 km² de área e sua população em 2015 foi estimada em 1.164 habitantes.